# 吉澤恵理
吉澤 恵理（よしざわ えり、1969年12月25日 - )は、日本の薬剤師、医療ジャーナリスト、また、その傍、道明寺美清（どうみょうじ みすず）のペンネームでライターとしても数多く執筆し、現在はフリーランス。
TV、ラジオにも出演するなど、メディアへの露出もある。

## 経歴
- 郡山ザベリオ学園小学校・中学校卒業。
- 福島県立安積女子高等学校（現福島県立安積黎明高等学校）卒業。
- 東北薬科大学卒業[2]。（現東北医科薬科大学）
- 東北薬科大学大学院中退。（現東北医科薬科大学）
- 福島県立医科大学薬理学講座助手として研究に従事。
- 医療法人社団寿会に14年勤務。
- 株式会社MBC 渋谷駅前げんき薬局勤務。(2016まで)
- オフィスBeauty Tips. 設立。代表を務める(2016〜現在)
- 現在は医療ジャーナリスト、ライター

## 趣味
- ロッククライミング
- ゴルフ
- スノーボード[3]
- 大型バイク[3]
- 山中慎二ファン

## 人物
福島県立医科大学薬理学講座助手として研究する中で臨床に興味が湧き、福島県公立岩瀬病院薬剤部勤務となる。その後、いくつかの病院・調剤薬局勤務するなかで、健康セミナーなども行ない患者からの信頼は厚い。
アロマコーディネーターの資格も有し、美容に関しての相談にも好評を得ている。 医療ジャーナリストとしては、そのセルフプロデュース力に驚かされるとの評判。編集者たちからは、性的テーマなどにも医療的に答えてくれると信頼されている。
「今が人生で一番若い瞬間、なんでも挑戦しなきゃ損」とブログなどでもポジティブさが男性・女性ともに支持されている。また、シングルマザーでありながら4人の子供がおり、自身の出産・子育ての経験を活かし、医療の枠にとらわれず、女性のさまざまな悩みに応じている。長男は動画制作事務所を営み、次男は医学部へ通うことをブログなどで明かしている。
2025年7月の第27回参議院議員通常選挙では、和田秀樹が立ち上げた政治団体「幸齢党」から当初は公認で立候補予定であったが、最終的に推薦を受ける形で東京都選挙区から無所属で立候補することとなった。7月20日の投開票の結果、34,075票を獲得したが32人中19位で落選。

## 批判
- 公益財団法人痛風・尿酸財団の鎌谷直之理事長は、「FRIDAY」2019年12月27日号の記事「痛風薬フェブリクで心臓が止まる」[8]での自身のコメントが意図した内容と全く異なるとした上で、記事では「フェブリク服用者ではアロプリノール服用者に比べて心疾患死のリスクが有意に高い」とされていることに対し、医療への誤解を招きかねない深刻な事態であり、この記事を書いた記者は、論文の理解能力が低いか、差が無いという結論ではこの雑誌に掲載されないので結論を捻じ曲げた可能性が高いと批判した[9][10]。

## 出演

### テレビ
- テレビ朝日「グッド!モーニング」（2016年6月）
- 日本テレビ「オトせ!」（2017年9月）
- BS11「報道ライブ インサイドOUT」(2020年2月)

### ラジオ
- 渋谷クロスFM「エミリーの世界につなげよう」（2017年2月）
- 渋谷クロスFM「エミリーの世界につなげよう」（2017年4月）
- ラジオ大阪「朝の楽々堂」 レギュラー出演（2017年4月 - 6月）
- インターネットラジオ「ポジラジ」、医療ジャーナリスト・エリー☆のbeauty tips(2018年3月〜現在)

### 雑誌
- 週刊ポスト（小学館） インタービュー記事掲載（2017年11月10日号）
- FLASH（光文社） 特集「未来の年表」コメント掲載（2017年11月28日号）
- 女性セブン（小学館） 「薬品と美容効果」コメント掲載（2017年11月30日・12月7日合併号）
- 週刊SPA!（扶桑社）「オトコの乳首」インタビュー記事掲載（2017年12月5日・12日合併号）

## 執筆
- ドクターズミー 執筆活動開始（2014年）
- 夕刊フジ　女医ドルリレーコラム執筆（2016年）
- 夕刊フジ連載 美人薬剤師がそっと教える回春術（2017年）
- 夕刊フジ 別冊健活手帳（2017年）
- フライデーデジタル　わずか３分で終了! 富山発・ドライブスルー式PCR検査の利点　コロナの抗体検査、いま実際に受けてみて分かったこと　緊急事態下、運動時の距離「２メートル」では全然足りない可能性　コロナ重症患者が８割改善…！？中国発「対新型漢方薬」の真偽　脳動脈瘤で死を覚悟したDJ KOO「家族がくれた戦う覚悟」　病院に行かずともできる認知症療法『リコード法』が世界標準になる　ぜんそくで死の淵に直面した俳優・長谷川初範の告白

## コラム
- ビジネジャーナル 吉澤恵理「薬剤師の視点で社会を斬る」
- ドクターズミー
- KADOKAWA 毎日が発見ネット (2018年 4月)
- クラシエ 物忘れマガジン (2018年 3月)

道明寺美清名義での執筆は、2017年時点で、作詞家・売野雅勇、元AV男優・加藤鷹、風水師・Drコパ、作曲家・鈴木キサブローなどがある。

## 選挙歴
| 当落 | 選挙                     | 執行日         | 年齢 | 選挙区       | 政党   | 得票数    | 得票率 | 定数 | 得票順位 /候補者数 | 政党内比例順位 /政党当選者数 |
| ---- | ------------------------ | -------------- | ---- | ------------ | ------ | --------- | ------ | ---- | ------------------ | ---------------------------- |
| 落   | 第27回参議院議員通常選挙 | 2025年07月20日 | 55   | 東京都選挙区 | 無所属 | 3万4075票 | 0.49%  | 6    | 19/32              | /                            |